# Otto Klett

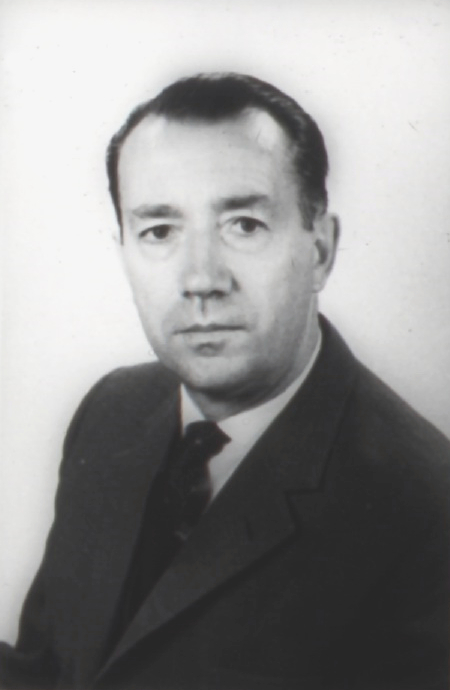
Das Porträt des Lehrers Otto Klett, Kobadin, 1937

Otto Klett (* 27. Dezember 1910 in Kobadin, Königreich Rumänien; † 2. November 1976 in Gerlingen) war ein Lehrer und dobrudschadeutscher Vertriebenenfunktionär.
Der Gymnasiallehrer bewegte sich in der nationalsozialistischen Jugendführung der 1930er Jahre und wurde Mitglied der SS. 1939/40 war er an der Umsiedlung der Dobrudschadeutschen ins Deutsche Reich organisatorisch beteiligt. Nach dem Zweiten Weltkrieg lehrte er an Leonberger Gymnasien. In der Landsmannschaft der Dobrudscha- und Bulgariendeutschen war Klett viele Jahre leitend tätig. Als Herausgeber von unter anderem 21 landsmännischen Jahrbüchern schrieb er zu heimatkundlichen Themen.

## Leben
Otto Klett wurde 1910 auf einem Bauernhof in Kobadin in der rumänischen Dobrudscha geboren; in einem Dorf, das neben bessarabiendeutschen Kolonisten auch Rumänen und Tataren beherbergte. Als 1916 Rumänien gegen Deutschland in den Ersten Weltkrieg eintrat, musste die Familie fliehen.
Er besuchte erst eine deutsche Volksschule, später eine rumänische, in der Rivalitäten unter deutschen und rumänischen Schülern, so Klett, auch „blutig und mit ernsten Folgen“ ausgetragen wurden. Nach seiner Zeit am deutschen evangelischen Lyzeum in Bukarest bezog er 1929 die dortige Universität, wo er Erdkunde, Geschichte, Soziologie und Archäologie studierte. 1933 schloss er sein Studium als „Lizenziat aus Erdkunde und Geschichte“ ab. Nach eigenen Angaben kam Klett als Hochschüler „erstmals mit dem Nationalsozialismus in Berührung [...] und wurde durch Handschlag von Fritz Fabritius dahingehend verpflichtet.“
Nach seinem Militärdienst war Klett ab 1934 als Lehrer in Oradea sowie als Assistent am Institut für Grenz- und Auslanddeutschtum in Marburg und 1936/37 als „Professor“ am Knabengymnasium in Tarutyne tätig. Ein NSDAP-Schulungslager im August und September 1935 auf dem Hessenstein brachte Klett „bleibende Eindrücke und die Vertiefung“ seiner „Ausrichtung zur deutschen Weltanschauung“. Von März bis September 1936 war seine Arbeit gekennzeichnet von „Jugendführung und der Teilnahme an den [nationalsozialistischen] Schulungs- und Arbeitslagern in Kobadin, Hermannstadt, Marienburg, sowie den Bemühungen um das Lager Techirghiol“. 1937/38 brachte er sich bei der „Siebenbürgischen Vierteljahrsschrift“ und deren Schriftleiter Karl Kurt Klein ein; 1938/39 war er als Lehrer in den „Neuen-Weingärten“ tätig.
Klett gehörte der Waffen-SS an und war ab 1939 stellvertretender Leiter der Kulturabteilung im Umsiedlungskommando Dobrudscha, das für die praktische Durchführung der ab 1940 stattfindenden Umsiedlung der Dobrudschadeutschen ins Deutsche Reich zuständig war. Klett hatte in mehreren Eisenbahnwaggons Material für ein Museum der Dobrudschadeutschen gesammelt und ins Deutsche Reichsgebiet geschickt, das im weiteren Verlauf des Zweiten Weltkriegs in Polen verbleiben musste.
Nach seinem Kriegsdienst und anschließender Gefangenschaft arbeitete er zunächst beim Hilfsverein für Bessarabiendeutsche, ehe er ab 1947 in Leonberg erst am Albert-Schweitzer-Gymnasium, dann am Johannes-Kepler-Gymnasium bis 1973 zuletzt als Oberstudienrat tätig war.
Als Bundesvorsitzender der Landsmannschaft der Dobrudscha- und Bulgariendeutschen von 1950 bis 1955, ihr Kulturreferent ab 1955 und dann ab Juni 1973 wieder als Bundesvorsitzender  vertrat Klett die ursprünglich etwa 16.000 Personen zählende Volksgruppe, von denen nur ein Teil in der Bundesrepublik Deutschland ansässig wurde. Er machte sich um die Pfingsttreffen der Dobrudschadeutschen verdient, zu denen sich in den 1960er und 1970er Jahren jährlich bis zu 1200 Teilnehmer in Heilbronn trafen. Weiter setzte er sich für den dortigen Aufbau des Dobrudschadeutschen Archivs ein und gab – von 1956 bis 1976 – 21 Bände des Jahrbuchs der Dobrudschadeutschen heraus. Auch in kritischer Literatur wird er als der „Chronist der Dobrudschadeutschen“ betitelt.
Otto Klett verstarb bei der Redaktion des Bandes 22 für das Jahr 1977. Sein Nachlass befindet sich im Institut für Volkskunde der Deutschen des östlichen Europa (IVDE) in Freiburg, wo er von der Historikerin Susanne Clauß gesichtet wurde.

## Veröffentlichungen
- Jahrbuch der Dobrudscha-Deutschen. Verlag Heilbronner Stimme, Heilbronn; erschien jährlich von 1956 bis 1976.
- Die Umsiedlung der Dobrudschadeutschen im Jahre 1940. In: Jahrbuch der Dobrudschadeutschen 1956.
- Vom Schulwesen der  Dobrudschadeutschen. In: Südostdeutsche Vierteljahresblätter. 1. Folge, 1966, S. 23–25.
- Die Dobrudschadeutschen. In: Jahrbuch der Dobrudschadeutschen 1971.